# Panagiotis Vasilopoulos
Panagiotis Vasilopoulos (griechisch Παναγιώτης Βασιλόπουλος, * 8. Februar 1984 in Marousi, Athen) ist ein ehemaliger griechischer Basketballspieler.

## Karriere
Vasilopoulos spielte beim griechischen Traditionsverein PAOK Saloniki, bevor er 2005 zu Olympiakos Piräus wechselte, für den er bis zum Sommer 2012 in Diensten stand. Am 7. Januar 2017, dem dreizehnten Spieltag der Saison 2016/17, bestritt Vasilopoulos sein 300. Spiel in der Basket League. Zur Saison 2017/18 wechselte er zu Aris Saloniki. Diese Zusammenarbeit ließ er Mitte Januar 2018 auflösen um zum AEK Athen wechseln zu können. Im Sommer 2018 unterschrieb Vasilopoulos einen Zwei-Jahres-Vertrag beim GS Peristeri.
Mit der griechischen Basketballnationalmannschaft wurde Vasilopoulos 2005 in Belgrad Europameister. Griechenland besiegte im Endspiel die deutsche Mannschaft. Bei der Basketball-Weltmeisterschaft 2006 erreichte Vasilopoulos mit Griechenland das Finale und gewann dort die Silbermedaille.

## Titel
- Griechischer Meister: 2012
- Griechischer Pokalsieger: 2010, 2011, 2018
- EuroLeague: 2012
- Champions League: 2018
- Europameister: 2005
- Stanković Cup: 2006
- Vize-Weltmeister: 2006
- U-21 Vize-Weltmeister: 2005
- Bronzemedaille bei der U-18 Europameisterschaft: 2002
- Bronzemedaille bei der U-19 Weltmeisterschaft: 2003

## Auszeichnungen
- Teilnahme an Europameisterschaften: 2005, 2007
- Teilnahme an Weltmeisterschaften: 2006
- Teilnahme an Olympischen Spielen: 2008
- Teilnahme an der U-18 Europameisterschaften: 2002
- Teilnahme an der U-19 Weltmeisterschaften: 2003
- Teilnahme an der U-21 Weltmeisterschaften: 2005
- Teilnahmen am griechischen All Star Game: 2009
- ESAKE: Beste Mannschaft des Jahres: 2007